# 12397 Peterbrown
12397 Peterbrown è un asteroide della fascia principale. Scoperto nel 1995, presenta un'orbita caratterizzata da un semiasse maggiore pari a 3,1763100 UA e da un'eccentricità di 0,1046377, inclinata di 8,66398° rispetto all'eclittica.